# 淀橋区
淀橋区（よどばしく、旧字体：淀橋區）は、東京府東京市（後に東京都）にかつて存在した区である。1932年（昭和2年）から1947年（昭和22年）
までの期間（35区の時代）に存在した。現在の新宿区の西部。地名としては現存しない。

## 歴史
- 1932年（昭和07年）10月1日 - 淀橋町、大久保町、戸塚町、落合町が東京市に編入し、淀橋区が発足。区役所は、柏木五丁目383番地（現在は東京都中央卸売市場淀橋市場東京都事務所が所在）に設置。
- 1943年（昭和18年）7月1日 - 東京都制施行により東京都淀橋区となる。
- 1944年（昭和19年） -  
  - 区役所を西大久保一丁目458番地へ移転。
  - 戦局の悪化に伴い淀橋区内の屎尿の汲み取り、輸送が遅れて衛生状態が悪化。武蔵野鉄道長江駅を積み出し駅として鉄道による糞尿輸送が始まる[1]。
- 1947年（昭和22年）3月15日 - 四谷区・牛込区との合併により新宿区が発足し、淀橋区が廃止となる。

## 交通

### 鉄道路線
- 国鉄（現JR東日本）

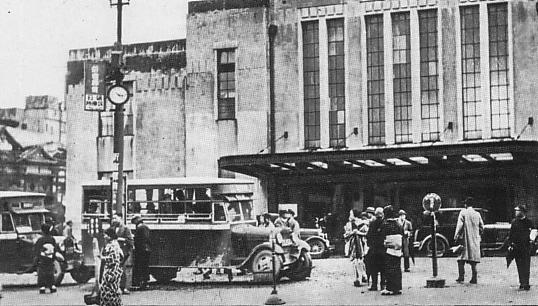
新宿駅（1932年）

  - 山手線 ： 新宿駅 - 新大久保駅 - 高田馬場駅
  - 中央本線 ： 大久保駅
- 小田原急行鉄道（→東京急行電鉄（大東急）、現小田急電鉄）
  - 小田原線 ： 新宿駅
- 京王電気軌道（→東京急行電鉄（大東急）→京王帝都電鉄、現京王電鉄）
  - 京王線 ： 新宿駅
（当時の京王電気軌道は淀橋区域内にいくつかの駅を設置していた（いずれもその後廃駅）。京王線の新宿駅付近の廃駅も参照。）
- 西武鉄道
  - 村山線（現西武新宿線） ： （のちに西武新宿駅が開業） - 高田馬場駅 - 下落合駅 - 中井駅
- 東京都電車（廃線）
  - 角筈線、新宿線、高円寺線、早稲田線、江戸川線、戸塚線

東京メトロ丸ノ内線、東西線、都営地下鉄新宿線、大江戸線は未開通。また落合駅（東西線）、西新宿駅（丸ノ内線）、新線新宿駅（京王新線）、東新宿駅（都営大江戸線、副都心線）および新宿西口駅、都庁前駅、西新宿五丁目駅、落合南長崎駅（都営大江戸線）は開業していなかった。

### 道路
- 明治通り
- 甲州街道
- 青梅街道
- 大久保通り
- 早稲田通り
- 小滝橋通り
- 山手通り

## 著名な出身者
現新宿区の著名な出身者については新宿区を参照
- 鹿野忠雄 - 博物学者、昆虫学者、探検家
- 小平邦彦 - 数学者
- 篠山紀信 - 写真家
- 江藤淳 - 文学評論家
- 小林昭二 - 俳優、声優
- 丹波哲郎 - 俳優、芸能プロモーター、心霊研究家
- 東野英心 - 俳優
- 長谷川弘 - 俳優
- 村松英子 - 女優、詩人
- 安藤昇 - 元ヤクザ、俳優、小説家、歌手、プロデューサー
- 結束信二 - 脚本家
- 小原宏裕 - 映画監督
- 森川時久 - 映画監督、演出家
- はせさん治 - 俳優、声優
- 江原素六 - 政治家
- 中根千枝 - 社会人類学者
- 平野愛子 - 歌手
- 恩地孝四郎 - 版画家
- 柴垣和夫 - 経済学者